# Arif Kocaman
Arif Kocaman (Kütahya, 14 settembre 2003) è un calciatore turco, difensore del Kayserispor.

## Carriera

### Club
Cresciuto nel settore giovanile del Sakaryaspor, ha debuttato in prima squadra il 2 maggio 2021 nell'incontro di TFF 2. Lig (terza divisione turca) vinto 4-2 contro l'Etimesgut Belediyespor. Il 14 gennaio 2022 è stato acquistato a titolo definitivo dal Kayserispor ed il 14 maggio seguente ha debuttato in Süper Lig nella partita vinta 3-0 contro lo Yeni Malatyaspor. Ha segnato il suo primo gol la stagione successiva, nella partita del 4 marzo 2023 persa 2-1 contro il Fenerbahçe.

### Nazionale
Ha giocato con la nazionale turca Under-21.

## Statistiche

### Presenze e reti nei club
Statistiche aggiornate al 13 aprile 2025.
| Stagione        | Squadra         | Campionato      | Campionato | Campionato | Coppe nazionali | Coppe nazionali | Coppe nazionali | Coppe continentali | Coppe continentali | Coppe continentali | Altre coppe | Altre coppe | Altre coppe | Totale | Totale | Totale |
| Stagione        | Squadra         | Comp            | Pres       | Reti       | Comp            | Pres            | Reti            | Comp               | Pres               | Reti               | Comp        | Pres        | Reti        | Pres   | Reti   |        |
| --------------- | --------------- | --------------- | ---------- | ---------- | --------------- | --------------- | --------------- | ------------------ | ------------------ | ------------------ | ----------- | ----------- | ----------- | ------ | ------ | ------ |
| 2020-2021       | Sakaryaspor     | 2L              | 1          | 0          | CT              | 0               | 0               | -                  | -                  | -                  | -           | -           | -           | 1      | 0      |        |
| 2021-gen. 2022  | Sakaryaspor     | 2L              | 0          | 0          | CT              | 2               | 0               | -                  | -                  | -                  | -           | -           | -           | 2      | 0      |        |
| gen.-giu. 2022  | Kayserispor     | SL              | 1          | 0          | CT              | 0               | 0               | -                  | -                  | -                  | -           | -           | -           | 1      | 0      |        |
| 2022-2023       | Kayserispor     | SL              | 14         | 1          | CT              | 2               | 0               | -                  | -                  | -                  | -           | -           | -           | 16     | 1      |        |
| 2023-2024       | Kayserispor     | SL              | 25         | 0          | CT              | 3               | 0               | -                  | -                  | -                  | -           | -           | -           | 28     | 0      |        |
| 2024-2025       | Kayserispor     | SL              | 7          | 1          | CT              | 0               | 0               | -                  | -                  | -                  | -           | -           | -           | 7      | 1      |        |
| Totale carriera | Totale carriera | Totale carriera | 48         | 2          |                 | 7               | 0               |                    | -                  | -                  |             | -           | -           | 55     | 2      |        |